# Mazama
Mazama es un género de venados de los bosques de Suramérica, Centroamérica, la isla de Trinidad  y México. El nombre Mazama proviene de la voz mazame que a su vez es el plural de mazatl que en lengua náhuatl significa «venado». El género está integrado por nueve especies. Su nombre común es corzuela.

## Especies
Se han descrito diez especies:
- Mazama americana
- Mazama bororo
- Mazama bricenii
- Mazama chunyi
- Mazama gouazoubira
- Mazama nana
- Mazama nemorivaga
- Mazama pandora
- Mazama rufina
- Mazama temama

Un libro más reciente sobre los cérvidos Neotropicales también reconocen 10 especies del género Mazama. En particular M. temama se reconoce solo para México y Centroamérica, y M. americana solo para Sudamérica.
Según el análisis filogenético  y morfológico, Mazama bricenii es probablemente un sinónimo de M. rufina. M. bororo fue descrita apenas en 1996, en bosques costeros del Brasil. También son recientes los estudios genéticos sobre M. pandora, que demuestran que es una especie bien diferenciada de M. temama.
Estudios genéticos y citotaxonómicos sugieren que las especies de este género no tienen un origen monofilético. M. rufina se habría separado tempranamente, de un grupo de especies, M. americana, M. nana M. bororo y M. temama, que están estrechamente relacionadas y conforman un clado de venados rojizos. Claramente separadas de las anteriores, estaría las especie M. chunyi, así como las especies sudamericanas de venados grisáceos M. gouazoubira y M. nemorivaga. Es decir, probablemente las especies incluidas hasta ahora en Mazama no pertenecen al mismo género, pero son necesarios más estudios para confirmar estas hipótesis.
Además, a partir de análisis citogenéticos y morfológicos se determinó que Mazama zetta es una especie diferente, aunque dentro del clado de venados rojizos y, además, se estableció que hay otra especie diferente de venado grisáceo en los Andes colombianos, Mazama sp. aun no nombrada y se confirmó la diferenciación del taxón gris Mazama sanctaemartae. Algunos expertos reconocen además como especies diferentes a Mazama zamora (roja) y Mazama murelia (gris).

## Relaciones filogenéticas
Los análisis moleculares sugieren que la familia Cervidae, a la que pertenece Mazama, se originó y radió en Asia central durante el Mioceno Tardío, y que la tribu Odocoileini se dispersó a Norteamérica durante los límites entre el Mioceno y Plioceno, y tuvo una radiación adaptativa en Sudamérica en el Plioceno después de haberse dispersado a través del Istmo de Panamá. De acuerdo con la relación sistemática e historia evolutiva de los venados Neotropicales, por lo menos ocho formas ancestrales de venados invadieron Sudamérica durante el Plioceno Tardío (2.5–3 millones de años), y los venados temazates rojos tuvieron una temprana e independiente diversificación tan pronto como su ancestro arribó dando como resultado un número variado de especies morfológicamente crípticas. 
Las especies de venados endémicas del Nuevo Mundo pertenecen a dos linajes biogeográficos: el primero agrupa a Odocoileus y Mazama americana y está distribuido en Norte, Centro, y Sudamérica; mientras que el segundo comprende solamente especies Sudamericanas e incluye a Mazama gouazoubira. Esto implica que el género Mazama no es un taxón válido. Los estudios genéticos revelan altos niveles de divergencia molecular y citogenética entre grupos de especies morfológicamente similares de Mazama, por lo que se sugiere un origen polifilético. En particular, Mazama americana muestra un relación estrecha con Odocoileus lo cual contrasta con lo esperado, ya que el haplotipo M. americana de origen mexicano (ahora Mazama temama), no está asociado con varias secuencias analizadas de Mazama de origen boliviano. Por otro lado, los Mazama grises forman un clado con Pudu puda y Ozotoceros bezoarticus. Asimismo, una secuencia genética de Odocoileus virginianus del área central de Colombia muestra un relación más fuerte con O. heminonus de Norteamérica que con otros O. virginianus de origen Colombiano. Esto puede ser explicado al menos por dos hipótesis. La primera sugiere la existencia de haplotipos ancestrales comunes entre ambas especies; mientras que la segunda sugiere una reiterativa hibridación entre especies de Odocoileus antes de que O. virginianus migrara de Norteamérica hacia Sudamérica. Por otra parte, M. rufina formaría un clado separado de todos los anteriores, junto con Pudu mephistophiles, en cuanto que M. gouazoubira y la nueva especie identificada formarían un clado con Blastoceros dichotomus, relacionado con los venados grises. M chunyi es un taxón hermano de M. gouazoubira.
Este sería el cladograma correspondiente con el resultado de los estudios genéticos:
|  | Pudu mephistophiles |
|  |                     |
|  | Mazama rufina       |
|  |                     |

|  | Mazama temama                                                                                    |
|  |                                                                                                  |
|  | Mazama zetta                                                                                     |
|  |                                                                                                  |
|  | \| \| Mazama americana \| \| \| \| \| \| Mazama nana \| \| \| \| \| \| Mazama bororo \| \| \| \| |
|  |                                                                                                  |
|  | Mazama americana                                                                                 |
|  |                                                                                                  |
|  | Mazama nana                                                                                      |
|  |                                                                                                  |
|  | Mazama bororo                                                                                    |
|  |                                                                                                  |

|  | Mazama americana |
|  |                  |
|  | Mazama nana      |
|  |                  |
|  | Mazama bororo    |
|  |                  |

|  | Mazama temama                                                                                    |
|  |                                                                                                  |
|  | Mazama zetta                                                                                     |
|  |                                                                                                  |
|  | \| \| Mazama americana \| \| \| \| \| \| Mazama nana \| \| \| \| \| \| Mazama bororo \| \| \| \| |
|  |                                                                                                  |
|  | Mazama americana                                                                                 |
|  |                                                                                                  |
|  | Mazama nana                                                                                      |
|  |                                                                                                  |
|  | Mazama bororo                                                                                    |
|  |                                                                                                  |

|  | Mazama americana |
|  |                  |
|  | Mazama nana      |
|  |                  |
|  | Mazama bororo    |
|  |                  |

|  | Mazama nemorivaga      |
|  |                        |
|  | Mazama sanctaemartae   |
|  |                        |
|  | Pudu puda              |
|  |                        |
|  | Ozotoceros bezoarticus |
|  |                        |

|  | Blastoceros dichotomus                                                   |
|  |                                                                          |
|  | Hippocamelus antisensis                                                  |
|  |                                                                          |
|  | \| \| Mazama gouazoubira \| \| \| \| \| \| Mazama sp. andina \| \| \| \| |
|  |                                                                          |
|  | Mazama chunyi                                                            |
|  |                                                                          |
|  | Mazama gouazoubira                                                       |
|  |                                                                          |
|  | Mazama sp. andina                                                        |
|  |                                                                          |

|  | Mazama gouazoubira |
|  |                    |
|  | Mazama sp. andina  |
|  |                    |

|  | Mazama nemorivaga      |
|  |                        |
|  | Mazama sanctaemartae   |
|  |                        |
|  | Pudu puda              |
|  |                        |
|  | Ozotoceros bezoarticus |
|  |                        |

|  | Blastoceros dichotomus                                                   |
|  |                                                                          |
|  | Hippocamelus antisensis                                                  |
|  |                                                                          |
|  | \| \| Mazama gouazoubira \| \| \| \| \| \| Mazama sp. andina \| \| \| \| |
|  |                                                                          |
|  | Mazama chunyi                                                            |
|  |                                                                          |
|  | Mazama gouazoubira                                                       |
|  |                                                                          |
|  | Mazama sp. andina                                                        |
|  |                                                                          |

|  | Mazama gouazoubira |
|  |                    |
|  | Mazama sp. andina  |
|  |                    |

|  | Pudu mephistophiles |
|  |                     |
|  | Mazama rufina       |
|  |                     |

|  | Mazama temama                                                                                    |
|  |                                                                                                  |
|  | Mazama zetta                                                                                     |
|  |                                                                                                  |
|  | \| \| Mazama americana \| \| \| \| \| \| Mazama nana \| \| \| \| \| \| Mazama bororo \| \| \| \| |
|  |                                                                                                  |
|  | Mazama americana                                                                                 |
|  |                                                                                                  |
|  | Mazama nana                                                                                      |
|  |                                                                                                  |
|  | Mazama bororo                                                                                    |
|  |                                                                                                  |

|  | Mazama americana |
|  |                  |
|  | Mazama nana      |
|  |                  |
|  | Mazama bororo    |
|  |                  |

|  | Mazama temama                                                                                    |
|  |                                                                                                  |
|  | Mazama zetta                                                                                     |
|  |                                                                                                  |
|  | \| \| Mazama americana \| \| \| \| \| \| Mazama nana \| \| \| \| \| \| Mazama bororo \| \| \| \| |
|  |                                                                                                  |
|  | Mazama americana                                                                                 |
|  |                                                                                                  |
|  | Mazama nana                                                                                      |
|  |                                                                                                  |
|  | Mazama bororo                                                                                    |
|  |                                                                                                  |

|  | Mazama americana |
|  |                  |
|  | Mazama nana      |
|  |                  |
|  | Mazama bororo    |
|  |                  |

|  | Mazama nemorivaga      |
|  |                        |
|  | Mazama sanctaemartae   |
|  |                        |
|  | Pudu puda              |
|  |                        |
|  | Ozotoceros bezoarticus |
|  |                        |

|  | Blastoceros dichotomus                                                   |
|  |                                                                          |
|  | Hippocamelus antisensis                                                  |
|  |                                                                          |
|  | \| \| Mazama gouazoubira \| \| \| \| \| \| Mazama sp. andina \| \| \| \| |
|  |                                                                          |
|  | Mazama chunyi                                                            |
|  |                                                                          |
|  | Mazama gouazoubira                                                       |
|  |                                                                          |
|  | Mazama sp. andina                                                        |
|  |                                                                          |

|  | Mazama gouazoubira |
|  |                    |
|  | Mazama sp. andina  |
|  |                    |

|  | Mazama nemorivaga      |
|  |                        |
|  | Mazama sanctaemartae   |
|  |                        |
|  | Pudu puda              |
|  |                        |
|  | Ozotoceros bezoarticus |
|  |                        |

|  | Blastoceros dichotomus                                                   |
|  |                                                                          |
|  | Hippocamelus antisensis                                                  |
|  |                                                                          |
|  | \| \| Mazama gouazoubira \| \| \| \| \| \| Mazama sp. andina \| \| \| \| |
|  |                                                                          |
|  | Mazama chunyi                                                            |
|  |                                                                          |
|  | Mazama gouazoubira                                                       |
|  |                                                                          |
|  | Mazama sp. andina                                                        |
|  |                                                                          |

|  | Mazama gouazoubira |
|  |                    |
|  | Mazama sp. andina  |
|  |                    |

## Características
La altura fluctúa entre 35 y 76 cm; longitud del cuerpo está entre los 85 y 135 cm; la cola de 8 a 15 cm y el peso de 10 a 20 kg. La especie más pequeña es M. chunyi y la mayor M. americana. Las cornamentas son cortas y no están ramificadas. La piel está en coloreado y varía depender de clase entre la tonalidad gris clara, parda rojo amarillento y rojo marrón. Las relativamente reducidas dimensiones de estas especies le permiten esconderse entre la vegetación, por lo cual rara vez son observadas. Son nocturnas. Comen hierbas, flores, frutas y hongos. Tras pastar en las noches y al amanecer, duermen durante el día en cavidades entre las raíces o troncos caídos. Cada macho delimita su territorio frotando la sustancia olorosa que segregan de glándulas que tienen en la base de los cuernos y las hembras solo entran allí durante el periodo de apareamiento,que puede ocurrir en cualquier época del año. La gestación dura siete meses y medio y la hembra pare una cría. ya que la nutrición que proveerán tiene que ser más completa para la cría.

## Hábitat
Viven en los bosques y cerca de áreas pantanosas y tratan de evitar la presencia humana. Se encuentran desde México hasta el Brasil, Argentina y Uruguay; aunque M. bricenii se encuentra tan solo en Colombia y Venezuela entre los 1000 y 3000 m s. n. m., en tanto que las especies más pequeñas viven en los bosques de la cordillera de los Andes. Suben a veces hasta alturas de 5000 m.